# Rømø Gamle Redningsstation
Rømø Gamle Redningsstation, också Rømø Brandstation, är en tidigare dansk sjöräddningsstation och senare brandstation, som ligger i Rømø Kirkeby på Rømø  på Jyllands västkust vid Nordsjön.
Rømø Gamle Redningsstation inrättades av tyska Deutsche Gesellschaft zur Rettung Schiffbrüchige 1887 och var då Rømøs första räddningsstation. Den ligger strax söder om Rømø Kirke, så långt österut på ön att den var säker för stormfloder. Från tornet kunde sjöräddarna observera eventuella skepp i sjönöd.  Efter det att området övertagits av Danmark 1920, övertogs de då två räddningsstationerna på Rømø av den danska staten. Juvre Redningsstation organiserades då som en bistation till Rømø Redningsstation.
Efter färdigställandet av en ny hamn i Havneby flyttade Rømø Redningsststation dit, varefter Rømø Frivillige Brandværn 1968 flyttade in i den gamla stationsbyggnaden. Räddningsvärnet bildades 1968 och har omkring 20 frivilliga brandmän. Den har tre brandfordon: släckfordon, tankbil och så kallad "hurtig slukningsenhed".

## Rømø Redningsstation
Den nya räddningsstationen på Rømø ligger i Havneby.